# Viviana Bonilla
Viviana Patricia Bonilla Salcedo (nascida em 3 de outubro de 1983) é uma advogada e política equatoriana. Foi deputada nacional e primeira vice-presidente da Assembleia Nacional do Equador.
Ela foi destituída da Assembleia Nacional em setembro de 2020 após um escândalo de corrupção conhecido como Caso Sobornos que envolveu o presidente, Rafael Correa, e o vice-presidente, Jorge Glas.